# Philip Younghusband
Philip James Placer Younghusband (Ashford, 4 agosto 1987) è un ex calciatore filippino, di ruolo attaccante.
Pilastro della nazionale filippina tra la seconda metà degli anni 2000 e gli anni 2010, conta 108 presenze e 52 reti con la maglia degli Azkals, primo calciatore sia per numero di presenze sia per quanto riguarda le reti realizzate.

## Biografia
Nasce ad Ashford, cittadina della contea del Surrey, figlio dell'inglese Philip Younghusband Sr. e della filippina Susan Placer. È fratello minore di James Younghusband, anch'egli calciatore.
Tra il 2012 e il 2013 è stato fidanzato con l'attrice filippina Angel Locsin.

## Caratteristiche tecniche
Calciatore forte fisicamente, abile nel tiro dalla lunga distanza e nel gioco aereo, era in grado di guidare tutto il reparto offensivo. Considerato tra i calciatori filippini più rappresentativi di sempre, era un giocatore generoso che, sfruttando la sua grande resistenza e aggressività agonistica, era solito rientrare a centrocampo e in difesa per dare una mano ai compagni, facendo poi ripartire l'azione della sua squadra.
Giocava prevalentemente da centravanti ma nel corso della sua carriera è stato adattato anche da seconda punta e regista di centrocampo.

## Carriera

### Club
Proveniente dalle sue giovanili, viene ceduto in prestito dal Chelsea all'Esbjerg fino al 2008. Nel 2011 dopo essere stato svincolato torna in patria per giocare con il San Beda.
Nell'agosto 2011 si trasferisce al Loyola Meralco Sparks assieme al fratello James.

### Nazionale
Dal 2006 al 2019 ha giocato con la nazionale filippina.

## Statistiche

### Cronologia presenze e reti in nazionale
| Cronologia completa delle presenze e delle reti in nazionale ― Filippine | Cronologia completa delle presenze e delle reti in nazionale ― Filippine | Cronologia completa delle presenze e delle reti in nazionale ― Filippine | Cronologia completa delle presenze e delle reti in nazionale ― Filippine | Cronologia completa delle presenze e delle reti in nazionale ― Filippine | Cronologia completa delle presenze e delle reti in nazionale ― Filippine | Cronologia completa delle presenze e delle reti in nazionale ― Filippine | Cronologia completa delle presenze e delle reti in nazionale ― Filippine |
| Data                                                                     | Città                                                                    | In casa                                                                  | Risultato                                                                | Ospiti                                                                   | Competizione                                                             | Reti                                                                     | Note                                                                     |
| ------------------------------------------------------------------------ | ------------------------------------------------------------------------ | ------------------------------------------------------------------------ | ------------------------------------------------------------------------ | ------------------------------------------------------------------------ | ------------------------------------------------------------------------ | ------------------------------------------------------------------------ | ------------------------------------------------------------------------ |
| 07-01-2019                                                               | Dubai                                                                    | Corea del Sud                                                            | 1 – 0                                                                    | Filippine                                                                | Coppa d'Asia 2019 - 1º turno                                             | -                                                                        | 89’                                                                      |
| 11-01-2019                                                               | Abu Dhabi                                                                | Filippine                                                                | 0 – 3                                                                    | Cina                                                                     | Coppa d'Asia 2019 - 1º turno                                             | -                                                                        | 66’                                                                      |
| 16-01-2019                                                               | Dubai                                                                    | Kirghizistan                                                             | 3 – 1                                                                    | Filippine                                                                | Coppa d'Asia 2019 - 1º turno                                             | -                                                                        | 59’                                                                      |
| Totale                                                                   |                                                                          | Presenze                                                                 | 3                                                                        |                                                                          | Reti                                                                     | 0                                                                        |                                                                          |